# Vertical Horizon
Vertical Horizon är ett amerikanskt rockband, bildat 1990 i Washington DC. 
Bandet bildades av Matt Scannell och Keith Kane, som då studerade vid Georgetown University. När de hade tagit studenten 1991 flyttade de till Boston. 1992 släpptes deras debutalbum There and Back Again. Skivan spelades in i Matts gamla high school under några dagar. Matt och Keith spelade alla instrument på skivan, men det är mest akustisk gitarr som används. Båda skrev och sjöng även låtarna.
De turnerade i flera år, mest med liknande band till exempel Jackopierce. 1995 var de redo att släppa en ny skiva. Det resulterade i Running on Ice, även här spelades och sjöng Matt och Keith, men denna gång med gäster att spela andra instrument. Gästerna var medlemmar ur Jackopierce och Carter Beauford, trummis för Dave Matthews Band.
Fler turnéer följde och Ed Toth gick med i bandet för att spela trummor. 1997 släpptes ett livealbum, Live Stages. Här var alla de tre bandmedlemmarna med och även Ryan Fisher på basgitarr. På Live Stages gjorde gruppen ett avkliv från att bara använda akustiska gitarrer och blev mer inriktade på elgitarrer. Vid den här tiden letade de också efter ett större skivbolag. Bandet har sagt att det inte var en slump att första låten på Live Stages inleder med jubel från publiken. Deras önskningar gick i uppfyllelse och bandet blev signade på RCA.
Ryan Fisher hade aldrig tänkt att gå med i bandet. Därför hölls uttagningar varav den första att pröva för bandet var Sean Hurley och alla gillade honom direkt. Man höll fler uttagningar men kom hela tiden tillbaka till Sean, som till sist blev valet och officiellt en del av bandet.

## Medlemmar
Nuvarande medlemmar
- Matt Scannell – ledsång, sologitarr (1990–)
- Ron LaVella – trummor (2009–)
- Donovan White – gitarr, bakgrundssång (2012–)
- Mark Pacificar – basgitarr, bakgrundssång (2016–)

Tidigare medlemmar
- Keith Kane – gitarr, bakgrundssång (1990–2010)
- Ed Toth – trummor, slagverk (1996–2005)
- Ryan Fisher – basgitarr (1995–1997)
- Seth Horan – basgitarr, bakgrundssång (1997)
- Sean Hurley – basgitarr, bakgrundssång (1998–)
- Steve Fekete – sång, gitarr, bakgrundssång (2009–2012)
- Jenn Oberle – basgitarr, bakgrundssång (2011–2012)
- Craig McIntyre – trummor, slagverk (2005)
- Blair Sinta – trummor, slagverk (2006)
- Jeffrey Jarvis – basgitarr, bakgrundssång (2013–2016)

Turnerande medlemmar
- Jason Sutter – trummor (2009–2010)
- Corey McCormick – basgitarr (2009–2010)
- Eric Holden – basgitarr, bakgrundssång (2009–2011)
- Jason Orme – rytmgitarr, bakgrundssång (2011–2012)
- Cedric LeMoyne – basgitarr, bakgrundssång (2011–2012)
- Matthew Robbins – gitarr (2015–2018)

## Diskografi
Studioalbum
- 1992 – There and Back Again
- 1995 – Running on Ice
- 1999 – Everything You Want
- 2003 – Go
- 2009 – Burning the Days
- 2013 – Echoes from the Underground
- 2018 – The Lost Mile

Livealbum
- 1997 – Live Stages

Singlar (på Billboard Hot 100)
- 2000 – "Everything You Want" (#1)
- 2000 – "You're a God" (#23)
- 2001 – "Best I Ever Had (Grey Sky Morning)" (#58)